# Mehaisen Al-Dosari
Mohaisen Mubarak Al Jam'an Al Dosari (arab. محيسن الجمعان; ur. 6 kwietnia 1966) – saudyjski piłkarz występujący podczas kariery na pozycji obrońcy.

## Kariera klubowa
Mehaisen Al-Dosari całą zawodową karierę spędził w klubie Al-Nassr. Z An-Nassr trzykrotnie zdobył mistrzostwo Arabii Saudyjskiej w 1989, 1994, 1995, Puchar Arabii Saudyjskiej w 1986, 1987, 1990, Azjatycki Puchar Zdobywców Pucharów w 1998 oraz Superpuchar Azji w 1999. W 2000 uczestniczył w pierwszych Klubowych Mistrzostwach Świata.

## Kariera reprezentacyjna
Mehaisen Al-Dosari występował w reprezentacji Arabii Saudyjskiej w latach 1984-1998. W 1984 wystąpił na Igrzyskach Olimpijskich. Na turnieju wystąpił we wszystkich trzech meczach grupowych z RFN, Marokiem i Brazylią. W 1985 brał w przegranych eliminacjach Mistrzostw Świata 1986. W 1988 uczestniczył w Pucharze Azji, który Arabia Saudyjska wygrała. W Pucharze Azji wystąpił w trzech meczach z Kuwejtem, Bahrajnem i w finale z Koreą Południową.
W 1989 uczestniczył w przegranych eliminacjach do Mistrzostw Świata 1990. W 1992 po raz drugi uczestniczył w Pucharze Azji, na którym Arabia Saudyjska zajęła drugie miejsce. W Pucharze Azji wystąpił w czterech meczach z Chinami, Katarem, Tajlandią i ZEA. W 1997 wystąpił w Pucharze Konfederacji. Na tym turnieju wystąpił w meczu z Australią.

## Po zakończeniu kariery
Po zakończeniu kariery Al-Dosari pozostał w An-Nassr, pracując w administracji klubu.